# خانه دیزج سیاوش
خانه دیزج سیاوش مربوط به دوره پهلوی است و در ارومیه، خیابان شورا، روستای قدیم دیزج سیاوش واقع شده و این اثر در تاریخ ۲۱ مهر ۱۳۸۷ با شمارهٔ ثبت ۲۳۴۷۰ به‌عنوان یکی از آثار ملی ایران به ثبت رسیده است.